# Occitan oriental

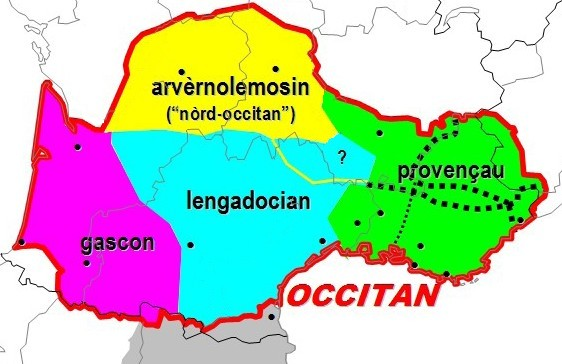
Le provençal, dialecte occitan oriental. Classification de Jacques Allières.

L'occitan oriental voire provençal est une classification dialectologique de la langue occitane située, comme son nom l'indique, à l'est de l'espace où la langue est usitée.
Cette classification a été établie par Jules Ronjat et est reprise par Guy Martin et Bernard Moulin dans le livre de grammaire Gramatica Provençala de l'Institut d'études occitanes.
Elle présente une vision « nord-sud » (vivaro-alpin et provençal), voire uniquement « provençal » et s'oppose donc à une vision « ouest-est » (languedocien-provençal) qu'est l'occitan méridional (aussi dit occitan moyen).

## Classification
L'occitan oriental comprend :
- Le Vivaro-alpin (appelé aussi rhodano-alpin, dauphinois et provençal-alpin). Celui-ci est lui-même divisé en deux, à savoir :
  - L'Alpin (comprenant le cisalpin ou alpin oriental (vallées occitanes d'Italie) et le gavot (partie occidentale des Alpes ; Claude Martel (1983) propose une autre décomposition de l'alpin en distinguant l'inalpin (centre et sud des vallées occitanes et du Queyras, et l'intra-alpin dans le nord des vallées occitanes et le reste des Alpes) ;
  - Le Vivarodauphinois (Isère occitane, Drôme, nord du Vivarais, nord-est du Velay et la région forézienne qui va d'Arlanc (Puy-de-Dôme) à Saint-Bonnet-le-Château (Loire)).

- Le provençal, divisé en deux, à savoir :
  - Le niçois ;
  - Le provençal général comprenant le maritime et le rhodanien.

Cette classification diffère de celle proposée par Frédéric Mistral qui définissait au sein de la langue provençale (renommée occitan) un dialecte dit "provençal", lui-même composé des sous-dialectes alpin, maritime, niçois et rhodanien.
Ainsi la classification de Ronjat unifie dans une appellation "provençal général" les sous-dialectes maritimes et rhodaniens parlés dans les 2/3 du comté de Provence avant son annexion par le Royaume de France, tout en n'y intégrant pas le niçois. Cette classification isole le niçois et met ainsi en avant sa spécificité marquée, issue de la longue période de séparation politique faisant suite à la guerre civile de l'Union d'Aix.
Cette classification se distingue de celle de Frédéric Mistral puisqu'elle intègre le sous-dialecte alpin à l'ensemble dialectal vivaro-alpin.
Toutefois, des auteurs comme Jacques Allières considèrent l'occitan oriental comme un seul ensemble dialectal appelé "provençal", lui-même subdivisé en sous-dialectes. Il est à noter que les limites de l'occitan oriental correspondent à la frontière nord de la Provence médiévale qui s'étendait d'Embrun à Valence et englobait une partie du Vivarais avant que ce dernier passe sous la suzeraineté des Comtes de Toulouse.

## Classifications linguistiques de la langue occitane

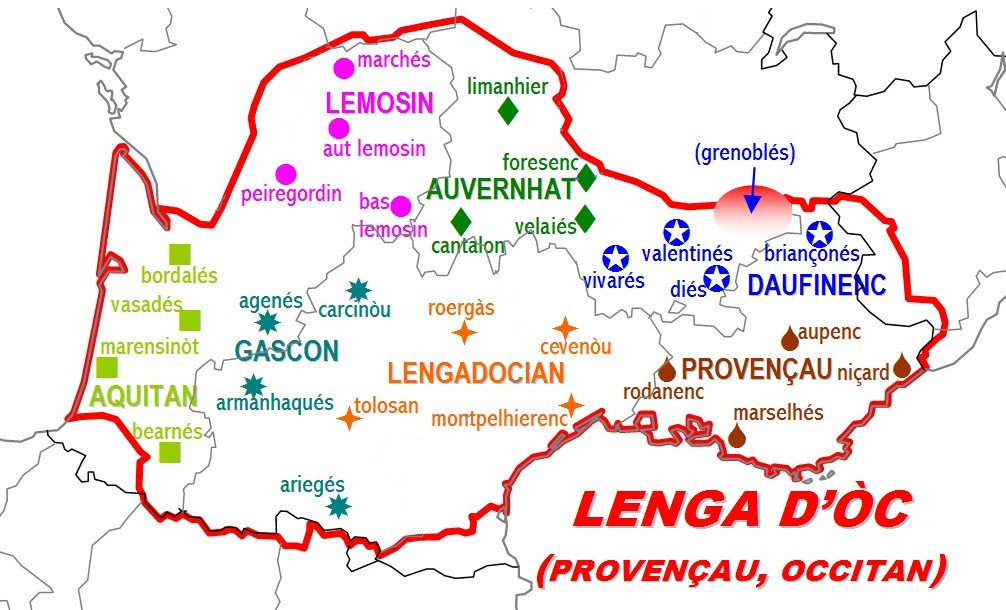
Dialectes de l'occitan selon Frédéric Mistral.
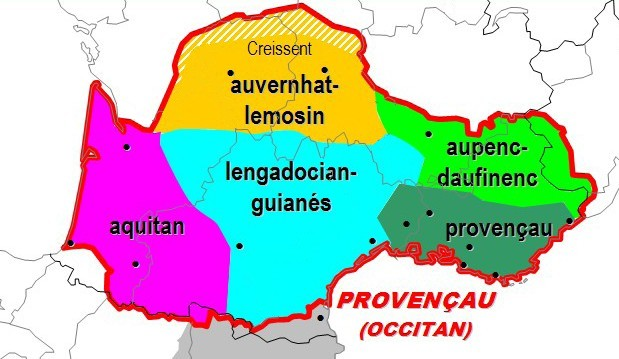
Les dialectes de l'occitan selon Jules Ronjat.
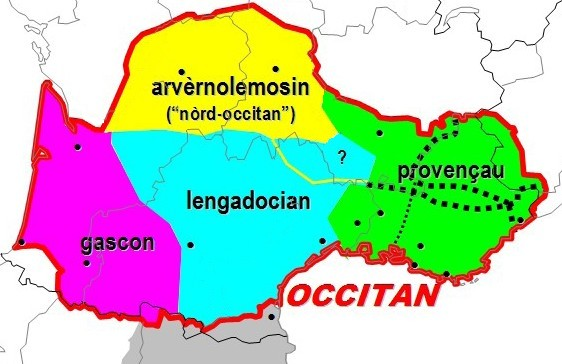
Les dialectes de l'occitan selon Jacques Allières.
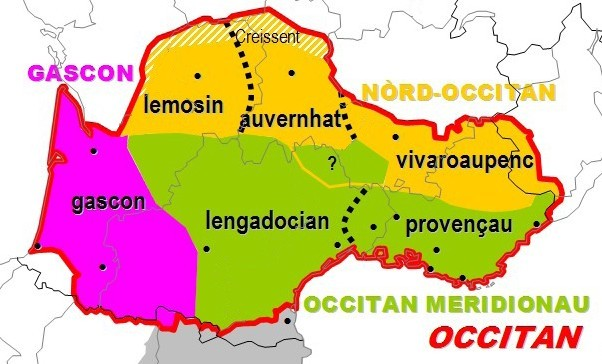
Dialectes de l'occitan selon Pierre Bec.